# Future Present Past
Future Present Past é o segundo EP da banda norte-americana The Strokes, lançado em 3 de junho de 2016 pela Cult records. Foi o primeiro lançamento da banda sob a gravadora do vocalista Julian Casablancas. O título representa cada música: "Drag Queen" refere-se ao "futuro", "Oblivius" - o "presente" e "Threat of Joy" - o "passado".

## Recepção e Critica
| Críticas profissionais | Críticas profissionais |
| Pontuações agregadas   | Pontuações agregadas   |
| Fonte                  | Avaliação              |
| ---------------------- | ---------------------- |
| Metacritic             | 75/100                 |
| Avaliações da crítica  |                        |
| Fonte                  | Avaliação              |
| AllMusic               | [ 3 ]                  |
| Consequence of Sound   | B                      |
| DIY                    | [ 5 ]                  |
| Drowned in Sound       | 4/10                   |
| NME                    | 4/5                    |
| Pitchfork              | 6/10                   |
| Whiplash               | [ 9 ]                  |

Na noite anterior ao anúncio de Future Present Past, outdoors em Londres e Nova York começaram a exibir vídeos promocionais dos Strokes apresentando uma figura correndo e cada palavra que compõe o título do EP. A Cult Records postou um vídeo de um desses outdoors em sua conta do Instagram.
No dia 26 de maio de 2016, o vocalista dos Strokes, Julian Casablancas, anunciou o Future Present Past, durante o show no SiriusXMU Culture Void, e logo depois o álbum ficou disponível para pré-venda. As três faixas do EP foram lançadas no mesmo dia: "Oblivius" durante a transmissão do Culture Void, "Drag Queen" no programa Beats 1 de Zane Lowe e "Threat of Joy" no programa BBC Radio 1 de Annie Mac.
O EP foi lançado no dia 3 de junho, nos formatos de vinil e mídia digital, no mesmo dia da apresentação do Strokes no Governors Ball Music Festival. Foi o primeiro EP desde The Modern Age em 2001 e o primeiro disco lançado dos Strokes pelo selo Cult Records de Casablancas.
O EP Future Present Past recebeu críticas positivas e possui uma pontuação de 75/100 no Metacritic com base em seis revisões, indicando uma resposta "geralmente favorável". "O mistério moldou para sempre a mitologia por trás dos Strokes, e eles raramente são tão acessíveis. É por isso que a transparência peculiar de Casablancas é uma das realizações mais atraentes", falou Michael Roffman da Consequence of Sound. Barry Nicolson, da NME, acrescentou que: "Talvez o maior elogio que você possa fazer a este EP é que, se você não soubesse quem era e não tivesse noções preconcebidas sobre como deveria - ou não deveria - soar, você pensaria que encontrou algo de fato muito especial. "

## Faixas
| N.º            | Título                     | Duração |  |
| 1.             | "Drag Queen"               | 4:33    |  |
| 2.             | "OBLIVIUS"                 | 4:59    |  |
| 3.             | "Threat of Joy"            | 4:24    |  |
| 4.             | "OBLIVIUS" (Moretti Remix) | 5:31    |  |
| Duração total: | Duração total:             | 19:27   |  |

## Tabelas musicais
| Paradas (2016) | Melhor posição |
| -------------- | -------------- |
| França (SNEP)  | 144            |

## Pessoal
- Julian Casablancas – vocais
- Albert Hammond Jr. – guitarra, teclado
- Nick Valensi – guitarra, teclado
- Nikolai Fraiture – baixo
- Fabrizio Moretti – bateria, percussão

Técnico
- Gus Oberg – produção